# Franz Murr
Franz Murr (* 6. November 1887 in Reichenhall; † 22. Juni 1964 in München) war ein deutscher Künstler, Illustrator und Aquarellmaler von Tieren und Pflanzen.

## Leben
Franz Murr wurde am 6. November 1887 in Reichenhall geboren.
Er beendete als Junglehrer die Tätigkeit an einer konfessionell gebundenen Schule, um sich frei gewählter Betätigung zu widmen. Nach dem Ersten Weltkrieg zunächst noch ohne Beruf, wurde er, nach verschiedenen Stationen in Baden-Baden und Argentinien, in seiner bayerischen Heimat sesshaft. In Reichenhall und München war er abwechselnd als Künstler sowie Naturforscher und -schützer aktiv. Nach dem Ende des Zweiten Weltkriegs ging er zurück nach Bad Reichenhall. Im Zeitraum zwischen 1920 und 1961 schrieb er viele Beiträge für ornithologische Vereine sowie Bücher zur Flora und Fauna der Alpen. Murr pflegte in dieser Zeit enge Verbindungen zu vielen bekannten Heimatforschern und Ornithologen wie Walter Wüst. Sein umfangreiches Schaffen in dieser Zeit zeigt sich in Beiträgen für die Ornithologische Gesellschaft in Bayern, in den Mitteilungen Thüringer Ornithologen, im Journal für Ornithologie sowie in Beiträgen für weitere ornithologische Vereine und Verbände. Neben diesen wissenschaftlichen Arbeiten, die Murr über Jahre weiter ausgebaute, widmete er sich der Malerei. Durch seine wissenschaftlichen Erfahrungen schuf er Illustrationen von höchster Detailgenauigkeit. Dabei kam Franz Murr immer wieder in Spannung zwischen wissenschaftlicher Wahrheit und ästhetisch befriedigender Bildgestaltung. In vielen naturwissenschaftlichen Büchern zum Thema Avifauna beziehungsweise Flora und Fauna der Alpen, welche zwischen 1920 und 1966 aufgelegt wurden, trifft man auf Farb- oder Schwarz-Weiß-Bilder sowie Strichzeichnungen von Murr. Besonders hervorzuheben sind dabei seine Illustrationen in den Werken Naturgeschichte der Vögel (1958–1966) sowie im Kosmos Lexikon der Naturwissenschaften (1955).
Murr galt als ein in sich gekehrter und stiller Mensch und besaß außergewöhnliche Fähigkeiten auf dem Gebiet der naturwissenschaftlichen Illustration. Er fertigte viele Jahre lang Werke für den Kronen-Verlag. Er gilt als einer der größten Kunstmaler für Tiere seiner Generation.

### Arbeiten für den Kronen-Verlag Hamburg
Murr fertigte für den Kronen-Verlag von Erich Cramer im Zeitraum zwischen 1952 und 1960 mehr als 140 hochdetaillierte Porträts verschiedener Arten von Vögeln und Säugetieren an. Diese Sammlung an Aquarellen prägte in großem Maße das künstlerische Schaffen von Franz Murr und machte ihn zusammen mit seinen vielen Illustrationen für verschiedene Verlage zu einem der renommiertesten und bekanntesten Tiermaler Deutschlands.
Jedes der im Format 24 × 32 cm gezeichneten Artportraits für den Kronen-Verlag wurde in enger Abstimmung zwischen Künstlern, Wissenschaftlern und dem Verleger Erich Cramer angefertigt. Herausgekommen sind meisterhafte Kunstwerke, die zusammen mit denen anderer Künstler wie Ludwig Binder, Wilhelm Eigener, Karl Großmann und Claus Caspari die „Sammlung naturkundlicher Tafeln“ bildeten und als 7-8-farbige Offsetdrucke in Sammelschubern weltweit vermarktet wurden. Noch heute existieren viele antike naturkundliche Tafeln, die unter Kunstsammlern und Biologen auf der ganzen Welt hohes Ansehen genießen. Die Tafeln waren damals für viele junge Menschen der erste Anknüpfungspunkt zur Vielfalt der Natur und haben so manchen berühmten Naturwissenschaftler und Künstler in jungen Jahren geprägt. Diese Offsetdrucke, die der Kronen-Verlag damals als Sammlung naturkundlicher Tafeln vermarktete, umfassen sieben Werke mit zusammen 1246 Farbtafeln. Die Drucke wurden mit wissenschaftlichen Begleittexten auf der Rückseite in hochwertigen Leinen-Sammelkassetten herausgegeben. In diesen befanden sich um die 200 verschiedene Motive einer Kollektion (z. B. Säugetiere). Fast jeder Schüler in Deutschland und manchen anderen europäischen Ländern kam in unmittelbaren Kontakt mit diesen Tafeln. Weitere Abnehmer dieser sehr erfolgreichen Kollektion waren Botaniker, Biologen, Pädagogen, Institute und Bibliotheken.
Neben den Werken für die Sammlung naturkundlicher Tafeln finden sich Zeichnungen von Franz Murr auch in weiteren Werke des Kronen-Verlags wie:
- CRAMERS Naturkundliche Anschauungstafeln: 1968 erschien die die Serie „Cramers naturkundliche Anschauungstafeln“. Es handelt sich um große Tafeln nach Motiven der oben genannten „Sammlung“. Es sind 16 Serien mit je 10 Tafeln im Format 70 × 50 cm erschienen. z. B. Bäume, Säugetiere, Insekten, Greifvögel, Haustiere, Essbare Pilze, Giftige Pilze, Hunderassen, Katzenrassen. Werke von Franz Murr sind bei den Säugetieren und Greifvögeln zu finden.
- Kronen-Kalender: Verschiedene Kalender seit 1954 mit jeweils 12 unterschiedlichen Motiven.
- Kronen-Bücher: Die Kronen-Bücher vereinen genaueste Anschauung mit hervorragend künstlerischen Illustrationen und vermitteln durch wissensreiche, liebevolle und faszinierende Begleittexte den wunderbaren Abglanz des Naturreichtums: 1959: Liebenswertes Meisenvolk, 1959: Blütenwunder in den Alpen.[4]

## Werke (als Illustrator bzw. Autor; Auswahl)
- Bund Naturschutz Bayern e. V.: Geschützte Pflanzen. Alpiner Verlag, München 1937.
- Franz Schmitt, Fritz Geßner: Alpenblumen. Alpiner Verlag Fritz Schmitt, München 1948.
- Franz Murr, Fritz Geßner: Die in Südbayern vorkommenden geschützten Pflanzen. Alpiner Verlag, München 1948.
- Fritz Lense: Naturschutzdienst der Bergwacht. Alpiner-Verlag F. Schmitt, München 1954.
- Reinig, W. F.: Kosmos Lexikon der Naturwissenschaften. Band 1 u. 2. Kosmos und Franckh, Stuttgart 1955.
- Rudolf Berndt, Wilhelm Meise: Naturgeschichte der Vögel. Band 1–3. Kosmos und Franckh, Stuttgart 1958–1966.
- Franz Murr: Liebenswertes Meisenvolk. Kronen-Verlag, Hamburg 1959.
- Jakob Graf: Der Alpenwanderer: Die Gesteine, Pflanzen und Tiere der Alpen. Lehmann-Verlag, München 1957.
- Erich Cramer: Sammlung naturkundlicher Tafeln: Säugetiere. Kronen-Verlag, Hamburg 1958.
- Erich Cramer: Sammlung naturkundlicher Tafeln: Mitteleuropäische Vogelwelt. Kronen-Verlag Hamburg 1962.
- Franz Murr: Kleine Säugetiere der Heimat. Die einheimischen Fledermausarten. Die einheimischen Insektenfresser. Ehrenwirth-Verlag, München 1960.
- Franz Murr: Kleine Säugetiere der Heimat. Die einheimischen Echten Mäuse und die einheimische Hüpfmaus. Die einheimischen Schlafmäuse oder Bilche. Ehrenwirth-Verlag, München 1963.
- Franz Murr: Kleine Säugetiere der Heimat. Die einheimischen Wühlmäuse. Der einheimische Hamster. Ehrenwirth-Verlag, München 1963.
- Jakob Graf: Pflanzenbestimmungsbuch. Lehmann-Verlag, München 1976.
- Franz Murr: Die Vögel der Berchtesgadener und Reichenhaller Gebirgsgruppen. Verlag Niederwolfsgruber, Innsbruck 1977.
- Wolfgang Gewalt: Ars Naturalis. Wasservögel. Stedtfeld-Verlag, Münster 1990.
- Wolfgang Gewalt: Ars Naturalis. Säugetiere aus Wald und Flur. Stedtfeld-Verlag, Münster. 1990.